# Anklesvar INA
Anklesvar INA là một thị xã và là một khu vực công nghiệp quy hoạch (industrial notified area) của quận Bharuch thuộc bang Gujarat, Ấn Độ.

## Nhân khẩu
Theo điều tra dân số năm 2001 của Ấn Độ, Anklesvar INA có dân số 16.288 người. Phái nam chiếm 54% tổng số dân và phái nữ chiếm 46%. Anklesvar INA có tỷ lệ 78% biết đọc biết viết, cao hơn tỷ lệ trung bình toàn quốc là 59,5%: tỷ lệ cho phái nam là 79%, và tỷ lệ cho phái nữ là 76%. Tại Anklesvar INA, 14% dân số nhỏ hơn 6 tuổi.